# Nokia 5230
De Nokia 5230, ook wel Nokia Nuron genoemd, is een touchscreen-telefoon van Nokia die in november 2009 op de Nederlandse en Belgische markt verscheen.

## Specificaties
De Nokia 5230 beschikt over een 2 megapixelcamera, 3,2 inch-touchscherm, gps met navigatie en een 3G-verbinding.
De afmetingen van deze telefoon zijn 111 x 51,7 x 15,5 mm en het gewicht is 115 gram.